# Svend Aage Rask
Svend Aage Rask (født 14. juli 1935 i Odense, død 27. juni 2020) var en dansk fodboldspiller og teknisk tegner.
Rask var målmand på de B 1909-hold som blev Danmarksmester 1959 og 1964 og spillede i perioden 1955-1969 i alt 250 kampe for klubben. 
Han var med i truppen til Europamesterskabet 1964, men kom aldrig i spil. 
Han kom på landsholdet 1969 mod Bermuda på Aalborg Stadion, en kamp som Danmark vandt 6-0. Han var 34 år i sin debut hvor han fik 16 minuter efter at Knud Engedal var blevet skadet. Kampen blev hans eneste landskamp. 
Efter karrieren blev Rask målmandstræner i Odense Boldklub og har der skabt tre verdensklasse-målmænd: Lars Høgh, Thomas Sørensen og Jesper Christiansen.